# Индексация в поисковых системах
Индексирование в поисковых системах (веб-индексирование) — процесс добавления сведений (о сайте) роботом поисковой машины в базу данных, впоследствии использующуюся для (полнотекстового) поиска информации на проиндексированных сайтах.
В сведения о сайте чаще всего входят ключевые слова (алгоритм определения ключевых слов зависит от поисковой системы), статьи, ссылки, документы, также могут индексироваться изображения, аудио и т. д.
Существуют некоторые ограничения на типы индексируемых данных (javascript, flash-файлы).
Для управления индексацией (например, запрета индексации той или иной страницы) используется файл robots.txt и такие директивы как Disallow, Allow, User-agent, Crawl-delay и другие. Также, для управления индексацией применяют теги <noindex> и атрибут <nofollow>, закрывающие содержимое сайта от роботов Яндекса и Google соответственно (Yahoo использует тег <nofollow>).

## Методы
- Латентно-семантическое индексирование
- Вероятностный латентно-семантический анализ